# Hellen Cáceres
Hellen Alejandra Cáceres Carreño (Santiago, 10 de mayo de 1977). es una actriz chilena de teatro y televisión.

## Biografía
Estudió danza un solo año en la Universidad Arcis, para posteriormente estudiar actuación en la Escuela de teatro de dicha universidad, en donde egresó en el año 2000 con la Obra "El Señor de las Moscas", Producción Chileno - Alemana.
Ese mismo año viajó con su compañía a Berlín, Alemania a girar con la obra por distintas ciudades. Posteriormente, trabajó en la compañía Ikaron Theater en Berlín donde participó en la obra Exotopy, dirigida por Carlos Medina.
En 2003, Cáceres funda junto a otros actores la compañía de teatro Arkitexto con la que realizaron numerosos espectáculos, entre ellos "Ayer" de Juan Emar.
Por 10 años en paralelo se dedicó a la docencia como Profesora de Teatro en colegios y centros de cultura, además de Profesora ayudante en universidades. También fue asistente de dirección en dos egresos de la Universidad de Chile y la escuela de Fernando González.
En el 2005 se integra a los talleres de Mauricio Celedón en La Ligua, Región de Valparaíso. Años más tarde, participó como actriz en el espectáculo Malasangre del Teatro del Silencio.
Por más de 15 años ha producido innumerables espectáculos y obras audiovisuales, también ha diseñado y ejecutado encuentros, conciertos y contenidos para diversas plataformas.

### Carrera televisiva
Participó en las dos temporadas de Cárcel de Mujeres (2007-2008) de Televisión Nacional de Chile como Julia Pérez y en Manuel Rodríguez (telenovela) de Chilevisión en el 2010 como Leonor Olivares da Silva.

### Cárcel de Mujeres
- Personaje: Julia Pérez, La Tanque

Julia mide un metro noventa y cinco centímetros. Una estatura poco usual para cualquier mujer. Sin embargo, hay un dato que puede ayudar: Hasta hace tres años, Julia se llamaba Julio Pérez, trabajaba como guardia de un banco e incluso hace casi veinte años fue padre de un varón, Ricardo. Julia es una mujer operada, de 40 años, grande, fuerte, pero extremadamente sensible. Está presa por el homicidio de un hombre que maltrataba a la única mujer que amó en su vida.
Manuel Rodriguez (telenovela de 2010)
- Personaje: Doña Leonor Olivares da Silva

Dueña de La Chingana y amante del Capitán de los Talaveras Vicente San Bruno, interpretado por Cristián Carvajal.  
| Año  | Título            | Rol       | Género     |
| ---- | ----------------- | --------- | ---------- |
| 2009 | Chancho en Piedra | Directora | Documental |
| 2016 | Argentino QL      | Actriz    | Comedia    |
|      |                   |           |            |

## Televisión
| Serie de televisión | Serie de televisión       | Serie de televisión      | Serie de televisión |
| Año                 | Título                    | Rol                      | Canal               |
| ------------------- | ------------------------- | ------------------------ | ------------------- |
| 2007-2008           | Cárcel de Mujeres         | Julia López "La tanque"  | TVN                 |
| 2007                | Corazón de María          | Carola /Andrés           | TVN                 |
| 2010                | Manuel Rodríguez          | Leonor Olivares da Silva | Chilevisión         |
| 2011                | Los archivos del cardenal | Dra. Vargas              | TVN                 |

## Teatro
- Malasangre, Teatro del Silencio. Dirección: Mauricio Celedón.
- Lira 14 Idea Original de Hellen Caceres
- Sofá esquinado de Juan Emar
- Ayer de Juan Emar
- Exotopy, Dirección: Carlos Medina (estrenada en Berlín, Alemania)
- El señor de las moscas, Dirección: Carlos Medina (estrenada en Berlín, Alemania)
- La violación de Lucrecia de William Shakespeare

- Datos: Q5893910